# Petikån

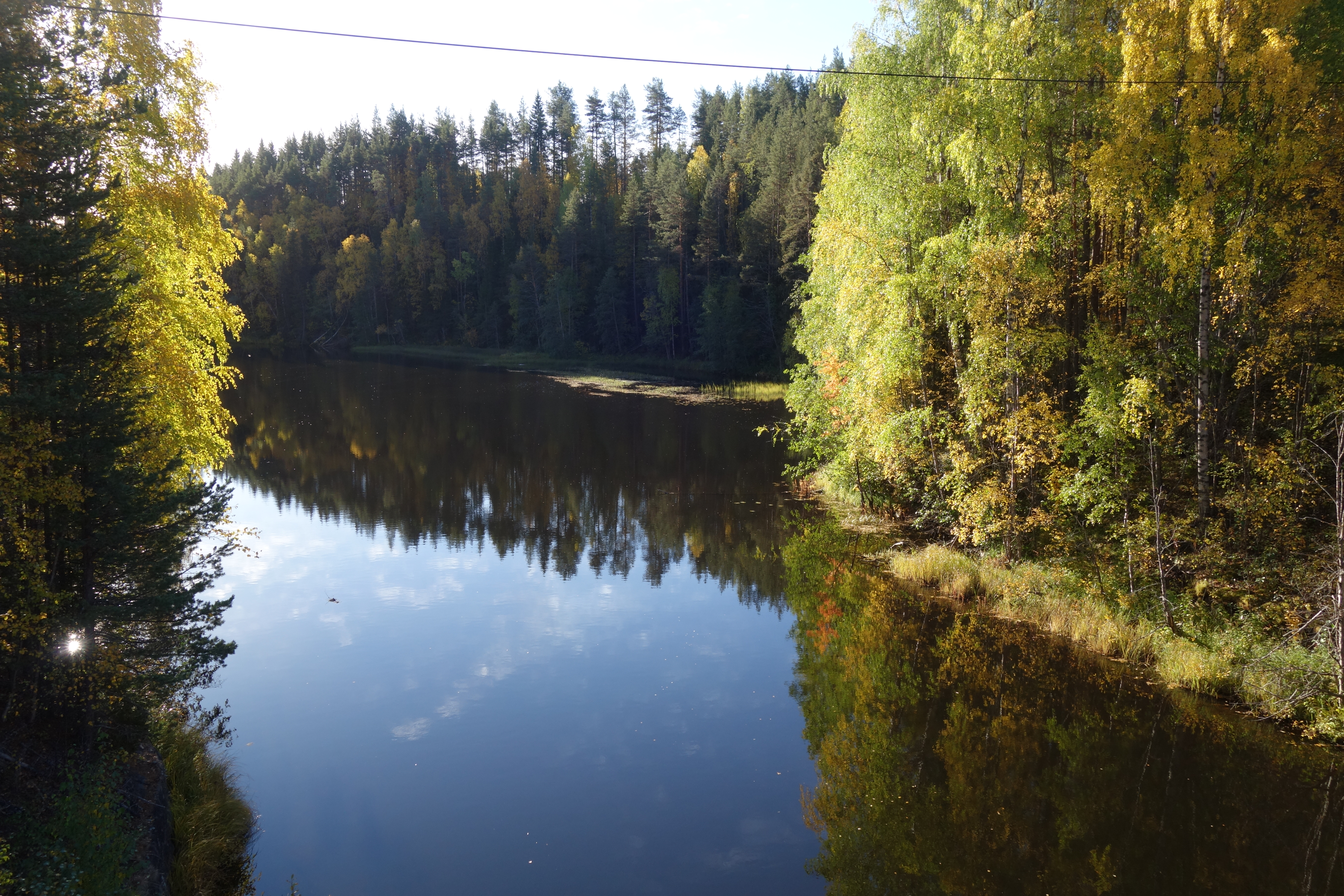
Petikån strax uppströms kraftverket i Petiknäs.

Petikån är ett vattendrag som rinner upp nordväst om Glommersträsk i Arvidsjaurs kommun och mynnar i Skellefteälven vid Petiknäs i Norsjö kommun. Vid ån finns bland annat naturreservatet Svansele dammängar. Petikån ligger till stora delar ostört och omges av rik natur. Ett kraftverk som ger 0,8 MW finns i Petiknäs.